# رياضة أكسجينية

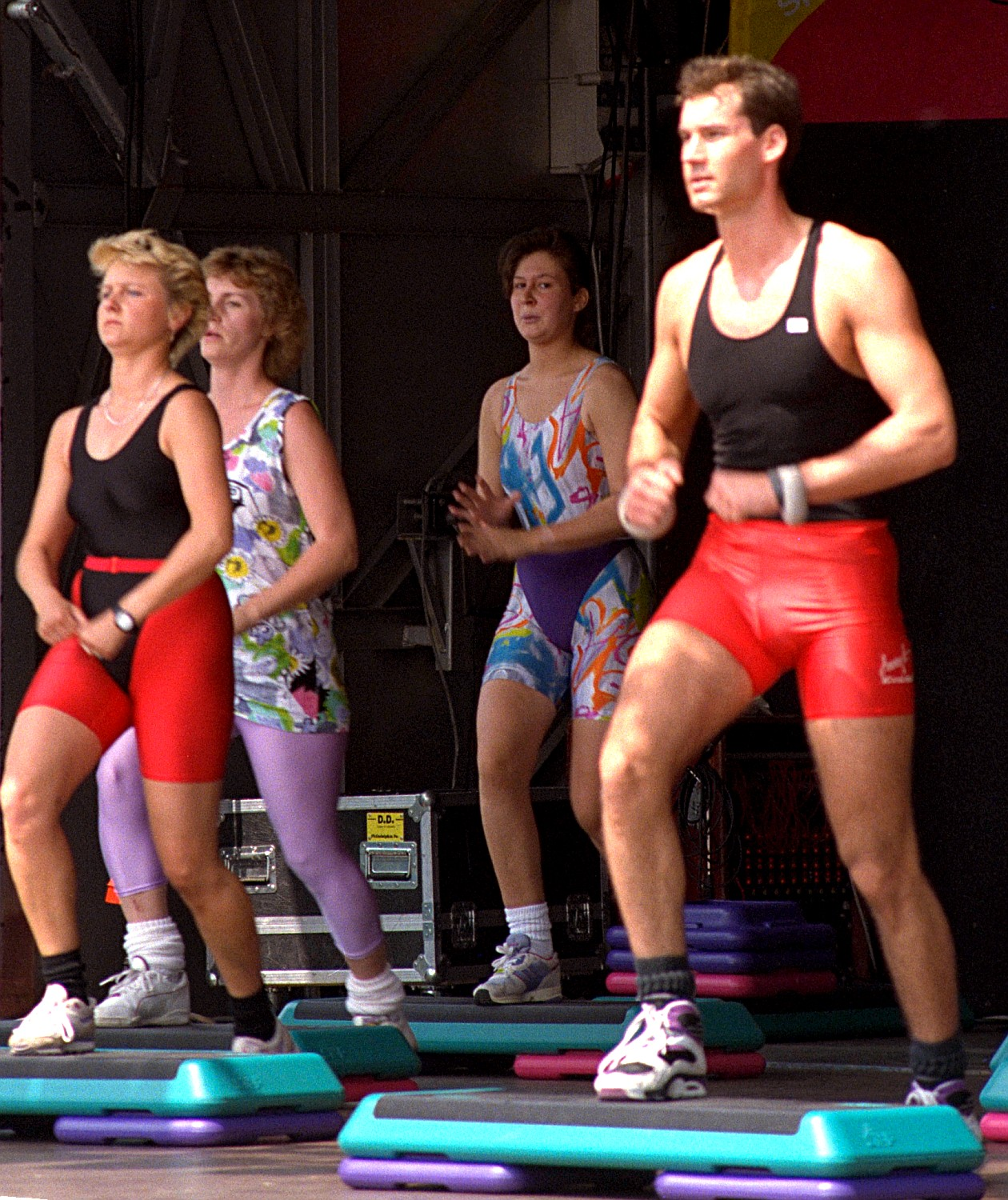
فصل تمارين هوائية

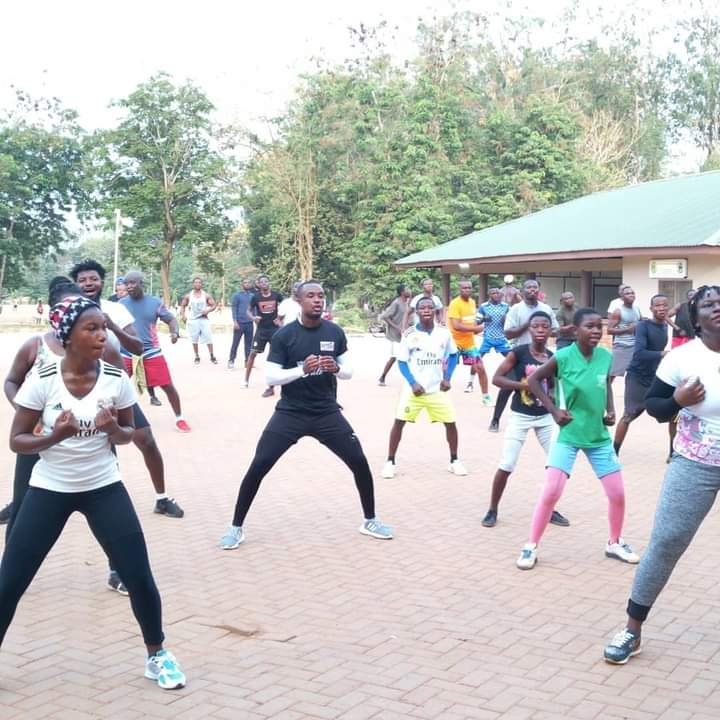
تمارين رياضية في الهواء الطلق

الرياضة الأكسجينية أو الرياضة الهوائية أو الرياضة المستهلكة للأكسجين أو التمرينات الهوائية أو العَرابة (أي النشاط) (بالإنجليزية: Aerobics) هي تمرينات يتم فيها تحريك عضلات الجسم وخاصة الكبيرة منها (كعضلات الأرجل) في نمط تكراري وشدة خفيفة إلى متوسطة ولمدة طويلة نسبيا. ويطلق عليها التمرينات الهوائية نظرا لأنها تمارين خاصة تعتمد على استخدام الأكسجين كوسيط لخلق الطاقة اللازمة لتأدية التمرين. ومنها رياضات المشي وركوب الدراجات والسباحة وغيرها، كما أن منها ما يتم إجرائه بشكل إيقاعي مشابه للرقص، مع وجود مدرب في أغلب الأحيان.

## فوائدها
تشير عدة دراسات لدور هذه التمارين في تقوية عضلة القلب وزيادة كريات الدم الحمراء المسئولة عن نقل الاوكسجين لكافة أجزاء الجسم، مما يساعد ويسهم في تقليص احتمال إصابة الإنسان بالسرطان والسكتات القلبية والجلطة وأمراض السكر والضغط، فضلا عن فائدتها الضخمة في التخسيس.

## التاريخ
يرجع الفضل في ظهور كلا من المصطلح وطريقة التمارين المميزة إلى دكتور/ (Kenneth Cooper, M.D) العالم في علم وظائف الأعضاء، و (Col. Pauline Potts) أخصائي العلاج البدني، وكلاهما خدما في القوات الجوية الأمريكية. الدكتور كوبر - وهو يبدي تحمسه للتدريبات الرياضية - كان متحيرا بشكل شخصي ومهني؛ لماذا يظل بعض الناس ذوي القدرات العضلية الفائقة عرضة لسوء الأداء في مجالات مثل الجري لمسافات طويلة، أو السباحة، أو ركوب الدراجات؟! ومن ثم بدأ في قياس منظومة الأداء البشري باستخدام دراجة ثابتة، وبدأ قياس الأداء المتواصل من جهة قدرة الشخص على استخدام الأوكسيجين. ثم نشر كتابه الشيق والجديد Aerobics عام 1968، والذي شمل برامج علمية عن التدريبات الرياضية باستخدام رياضات الجري والمشي والسباحة وركوب الدراجات. وقد نُشر الكتاب في تاريخ حاسم؛ حيث إن زيادة نسبة الضعف والخمول في عامة الشعب تبيِّن مدى الحاجة إلى زيادة التمارين الرياضية. وهكذا صار هذا الكتاب من أكثر الكتب مبيعا. وقد بينت المعطيات التي قدمها الدكتور كوبر أن الأساس العلمي لأغلب برامج التمرينات الرياضية الحديثة يعتمد على أساس من التكافؤ في استخدام الأوكسيجين.

## تدريبات الرياضة البدنية
الرياضة الأكسجينية هي نوع من التمرينات الرياضية التنافسية، وتشمل: الرقص، والإيقاع، والألعاب الرياضية، البهلوانية، بالإضافة إلى عناصر أخرى من التمارين الرياضية. ويُقسم الأداء إلى فئات؛ حسب العمر، والنوع، والمجموعة (فردي، أو مختلط: زوجي وثلاثي). ويتم الحكم من خلال العناصر التالية: النشاط والقوة الكامنة، القفز العالي، التوازن والمرونة. هناك عشرة تمارين إلزامية: أربع ركلات عالية متوالية، وأيضا الأساليب، والحد الأقصى المسموح به من العناصر العشرة من المجموعات التالية هو: التمرينات الرياضية ورفع ثقل، والتوازن، والركلات مع التوازن والقفزات، وطول مسافة الوثب. والعناصر البهلوانية هنا محظورة؛ وعلى سبيل المثال: الشقلبة على اليد، والوقوف على اليد، والدوران في الهواء، ومهارات التشقلب. أما التحكيم فيكون من خلال جودة الأداء، والإبداع، والأداء، وصعوبة البرامج. وتُجرى لهذه الرياضة مسابقات رسمية؛ محلية وعالمية، لكنها ليست رياضة أوليمبية.

## وصلات خارجية
- قانون درجات رياضة (الأيروبيك).
- موقع الرياضة التمارين الرياضية (الأيروبيك) واللياقة (يزد - إيران). نسخة محفوظة 24 يونيو 2013 على موقع واي باك مشين.